# Usina Hidrelétrica de Xicão
A Usina Hidrelétrica do Xicão está instalada no ribeirão Santa Cruz, afluente do Rio Palmela e contribuinte do Rio Grande. Situa-se na área rural do município de Campanha na região sul de Minas Gerais.
A usina, cuja propriedade de concessão pertence à CEMIG Geração e Transmissão S.A, possui potência instalada de 1,808 MW, e garantia física de geração de 0,68 MW.